# Mari Morrow
Mari Morrow (* 18. Februar 1974 in Miami) ist eine US-amerikanische Schauspielerin.

## Leben und Leistungen
Morrow debütierte in der Fernsehserie Baywatch – Die Rettungsschwimmer von Malibu, in derer zwei Folgen aus dem Jahr 1992 sie auftrat. Nach einigen weiteren Gastauftritten in Fernsehserien spielte sie im Horrorfilm Kinder des Zorns III (1995) eine der größeren Rollen. Im gleichen Jahr übernahm sie jeweils eine größere Rolle im Thriller Undercover Heat sowie im Science-Fiction-Actionthriller Virtuosity mit Denzel Washington und Russell Crowe. Im Low-Budget-Thriller One Last Time (1996) spielte sie eine der drei Hauptrollen.
In der Actionkomödie National Security (2003) war Morrow neben Martin Lawrence und Steve Zahn zu sehen. Die Komödie Traci Townsend (2005), in der sie an der Seite von Jazsmin Lewis eine größere Rolle spielte, erhielt zwei Festivalpreise, darunter den Publikumspreis des Hollywood Black Film Festivals. Im Actionfilm Today You Die (2005) übernahm sie eine größere Rolle an der Seite von Steven Seagal.

## Filmografie (Auswahl)
- 1995: Kinder des Zorns III (Children of the Corn III)
- 1995: Undercover Heat
- 1995: Virtuosity
- 1995: Flirt mit einem Serienmörder (Bodily Harm)
- 1996: One Last Time
- 1997: Die Playboy-Falle (How to Be a Player)
- 1998: Dead Man on Campus
- 1999: An Invited Guest
- 2001: Nikita Blues
- 2002: Book of Love
- 2003: National Security
- 2003: Straight Out
- 2005: Traci Townsend
- 2005: Today You Die
- 2006: Restraining Order
- 2011: Big Mama’s Haus – Die doppelte Portion